# Cao Câu Ly
Cao Câu Ly (tiếng Hàn: 고구려; Hanja: 高句麗; Romaja: Goguryeo; McCune–Reischauer: Koguryŏ; tiếng Hàn trung đại: 고ᇢ롕〮 Gowoyeliᴇ), (năm thành lập theo truyền thống là năm 37 trước Công nguyên, có lẽ thế kỷ thứ 2 trước Công nguyên – 668) là một vương quốc của người Triều Tiên ở phía bắc bán đảo Triều Tiên và Mãn Châu. Đây là một trong Tam Quốc, cùng với Bách Tế, Tân La.
Tên gọi Korea mà nhiều nước phương Tây sử dụng ngày nay là lấy từ nhà nước Cao Ly (935-1392), với nhiều biến âm khác nhau của nó (xem Tên gọi Triều Tiên).
Các ghi chép của thời đại Cao Ly cho rằng Cao Câu Ly được Đông Minh Vương Cao Chu Mông (주몽, 朱蒙, Ko Chumong) thành lập năm 37 trước Công nguyên, dù có thể thời gian thành lập là thế kỷ 2 trước Công Nguyên, vào thời sụp đổ của Cổ Triều Tiên (Kojosŏn). Đến thời Quảng Khai Thổ Thái Vương (Kwanggaet'o-taewang) và con trai ông là Trường Thọ Vương (Changsu) thì đất nước Cao Câu Ly trở nên hùng mạnh. Hầu hết các tiểu vương quốc khác trong lãnh thổ của Cao Câu Ly bao gồm Phù Dư, Ốc Trở và Đông Uế, tất cả đều bị Cao Câu Ly thôn tính.
Cao Câu Ly đã nhiều lần phải kháng chiến chống Trung Quốc. Năm 589, Tùy Văn Đế của nhà Tùy đem 30 vạn quân xâm lược Cao Câu Ly nhưng bị đánh bại, phải rút về Trung Quốc, tiếp đó, trong các năm 612, 613, 614, nhà Tùy tiếp tục đem quân xâm lược Cao Câu Ly nhưng không thành. Khi nhà Đường thay thế nhà Tuỳ, lợi dụng lúc tình hình Trung Quốc còn đang bất ổn, Cao Câu Ly cho đắp trường thành từ đông bắc Phù Dư đến Bột Hải chống quân xâm lược nhà Đường. Sau đó, Cao Câu Ly liên minh với Bách Tế tấn công Tân La, nước này đã xin nhà Đường cứu viện. Quân nhà Đường đã từng bước phối hợp với Tân La để tiêu diệt Bách Tế, cô lập Cao Câu Ly. Đến năm 645, nội bộ Cao Câu Ly xung đột, thế nước ngày càng yếu, Đường Thái Tông Lý Thế Dân đem hơn 20 vạn quân sang xâm lược nhưng bị chặn đứng và phải rút lui ở thành Ansi - được dựng ở bộ phim Đại chiến thành Ansi. Hơn 2 thập kỷ sau Cao Câu Ly bị nhà Đường và Tân La tiêu diệt năm 668.
Cao Câu Ly là một nước mạnh ở Đông Á cho đến khi bị liên minh Tân La và nhà Đường đánh bại. Sau khi bị diệt vong, lãnh thổ của nó bị chia sẻ giữa Tân La thống nhất, Bột Hải và nhà Đường.

## Lịch sử

### Sự hình thành Nhà nước Cao Câu Ly (37 TCN)
Căn cứ theo các tài liệu Tam quốc sử ký và Tam quốc di sự, một vương tử của quốc gia Phù Dư, mang tên Chu Mông (Jumong) đã buộc phải rời khỏi đất nước của mình do sự tranh giành quyền kế vị diễn ra giữa các vương tử của Phù Dư; và ông là người đã thành lập ra quốc gia Cao Câu Ly (năm 37 TCN) trên vùng đất mang tên là Tốt Bản (Jolbon)- được cho là tọa lạc tại vị trí giữa sông Áp Lục và lòng chảo sông T'ung-chia, với lãnh thổ bao trùm các khu vực biên giới của CHND Trung Hoa và CHDCND Triều Tiên ngày nay. Một số học giả lại cho rằng Cao Câu Ly được thành lập ngay từ thế kỷ thứ 2 TCN. Theo Hán thư, cái tên Cao Câu Ly (高句麗) được đề cập lần đầu tiên vào năm 113 TCN tại một khu vực thuộc quận Huyền Thổ - một trong 4 quận nhà Hán thành lập trên đất Triều Tiên sau khi đô hộ xứ này. Tài liệu Cựu Đường thư ghi rằng vua Đường Thái Tông nói Cao Câu Ly có lịch sử chừng chín trăm năm. Năm 75 TCN, một nhóm dân cư thuộc bộ tộc Uế Mạch (穢貊, Yemaek) (một bộ tộc thời kỳ Tiền Cao Câu Ly) - có thể bao gồm dân cư của Cao Câu Ly - mở một cuộc tấn công vào quận Huyền Thổ tại khu vực phía tây của thung lũng sông Áp Lục ngày nay.
Tuy nhiên, theo các tài liệu của Cựu Đường thư, Tân Đường thư, Tam quốc sử ký, Nhật Bản thư kỷ (Nihon Shoki) cũng như các tài liệu cổ khác cho rằng Nhà nước Cao Câu Ly được thành lập vào năm 37 TCN hoặc vào giữa thế kỷ thứ nhất TCN. Các bằng chứng khảo cổ học cho rằng sự tập trung hóa của các bộ tộc Uế Mạch diễn ra vào thế kỷ thứ hai TCN, tuy nhiên không có bằng chứng trực tiếp nào chứng minh rằng các bộ tộc này được gọi là (hoặc tự gọi họ là) Cao Câu Ly. Việc Cao Câu Ly là một nhóm cư dân liên quan đến các bộ tộc Uế Mạch được nhắc tới lần đầu tiên trong Hán thư, cụ thể là trong phần nói về một cuộc khởi nghĩa ly khai khỏi quận Huyền Thổ vào năm 12 TCN.
Vào lúc khởi thủy, thành phần dân cư của Cao Câu Ly được cho là một sự hỗn hợp giữa tộc người Phù Dư (Buyeo) và Uế Mạch (Yangmaek); rất có thể một thành viên thuộc triều đình Phù Dư đã đào thoát sang nơi này và trở thành thủ lĩnh của các bộ tộc Uế Mạch tại đây. Trong tác phẩm Tam quốc chí, tại phần "Đông Di truyện", cho rằng người Phù Dư và người Uế Mạch có mối quan hệ rất gần gũi với nhau và nói cùng một thứ ngôn ngữ.

#### Cao Chu Mông và huyền thoại về sự thành lập Nhà nước Cao Câu Ly
Cao Chu Mông được đề cập lần đầu tiên trên Tấm bia Quảng Khai Thổ, một tấm bia của Quảng Khai Thổ Thái Vương được thực hiện vào thế kỷ thứ tư SCN. Cái tên Chu Mông viết theo Chosŏn'gŭl là Chumong, được cho là cách phiên âm Triều Tiên của các từ hanja 朱蒙 (Chumong, 주몽), 鄒牟 (Ch'umo, 추모), hay 仲牟 (Chungmo, 중모).
Tấm bia Quảng Khai Thổ viết rằng Cao Chu Mông là vua đầu tiên của vương triều và là thủy tổ của Cao Câu Ly; ông là con trai của vua nước Phù Dư (Geumwa) với con gái của thần sông Habaek. Tam quốc sử ký và Tam quốc di sự cho biết thêm tên của người mẹ của Chu Mông là Liễu Hoa (Yuhwa). Cha ruột của Chu Mông là Giải Mộ Sấu (Hae Mosu), được miêu tả là một người cực kỳ khỏe mạnh và là "vương tử nhà Trời". Tam quốc sử ký cho rằng Giải Mộ Sấu là một vị thần trên Thiên giới, ông tục huyền với Liễu Hoa và hai người sinh ra Chu Mông. Sau âm mưu ám hại bất thành của Đại Tổ (Daeso) - Thế tử của Đông Phù Dư (Tongpuyŏ) - chống lại Chu Mông, ông buộc phải rời bỏ Phù Dư. Tuy nhiên tấm bia Quảng Khai Thổ và các tài liệu Triều Tiên sau đó không thống nhất về việc Chu Mông đào thoát từ quốc gia nào. Tấm bia Quảng Khai Thổ viết rằng Chu Mông đến từ Bắc Phù Dư (Pukpuyŏ), còn Tam Quốc sử ký và Tam quốc di sự cho rằng ông đào thoát khỏi Đông Phù Dư. Cuối cùng Chu Mông lưu lạc đến vùng đất Tốt Bản Phù Dư (Cholpon Puyŏ) và kết hôn với Chiêu Tây Nô (hay Triệu Tây Nô), So Seo No là con gái của thủ lĩnh Tốt Bản Phù Dư. Sau đó Chu Mông trở thành vua và sáng lập ra quốc gia Cao Câu Ly.
Trong phần "Biên niên sử Bách Tế" của Tam quốc sử ký viết rằng Chiêu Tây Nô là con gái của Diên Đà Bột (Yeon Ta-bal, 연타발, 延陀勃), một nhà quý tộc giàu có và quyền thế ở Tốt Bản. Tuy nhiên, chính Tam Quốc sử ký viết rằng vua của Tốt Bản Phù Dư gả con gái của mình - vốn đào thoát từ Đông Phù Dư - cho Chu Mông. Cuộc hôn nhân này đã cung cấp nguồn tài lực và vật lực quý giá cho việc thành lập quốc gia Cao Câu Ly Sau khi Lưu Ly - con của Chu Mông với người vợ đầu Duệ Tố Gia (Yesoa) - đến Cao Câu Ly và trở thành người kế vị ngôi vua, Chiêu Tây Nô cùng hai người con Phất Lưu (Biryu) và Ôn Tộ (Onjo) quyết định rời bỏ Cao Câu Ly đi xuống phía nam lập ra quốc gia mới.
Chu Mông ban đầu mang họ Giải (解, Hae), họ của các vua Phù Dư. Theo Tam Quốc di sự, Chu Mông đổi họ mình thành Cao (高, Ko) nhằm thể hiện nguồn gốc thần thánh của mình. Theo các tài liệu lịch sử, Cao Chu Mông đã chinh phục các bộ tộc Phí Lưu (비류국, 沸流國, Phí Lưu Quốc) năm 36 TCN, Hạnh Nhân (행인국, 荇人國, Hạnh Nhân Quốc) năm 33 TCN, và Bắc Ốc Trở năm 28 TCN.
Chu Mông sáng lập Cao Câu Ly trên đất của Tốt Bản ở phía bắc sông Áp Lục (hiện giờ là huyện Hoàn Nhân, tỉnh Liêu Ninh, Trung Quốc). Kinh đô là thành Ngũ Nữ Sơn. Năm 2004, tàn tích thành Ngũ Nữ Sơn đã được UNESCO công nhận là di sản thế giới.

### Tập trung hóa quyền lực và những cuộc chinh phạt đầu tiên

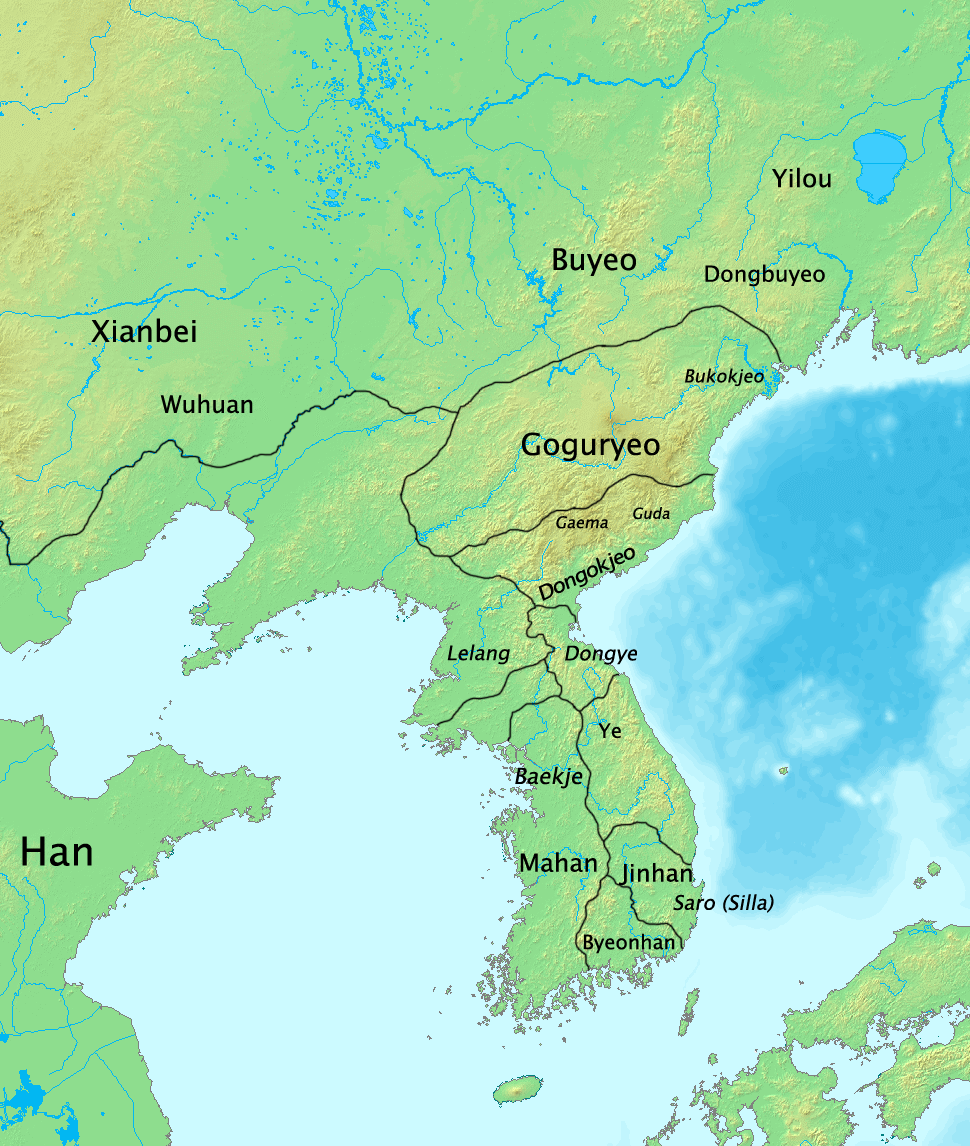
Bản đồ bán đảo Triều Tiên thời kỳ Tiền Tam quốc Triều Tiên, năm 1 SCN.

Cao Câu Ly phát triển từ một liên minh các bộ lạc Đông Uế trở thành một quốc gia sơ kỳ và nhanh chóng bành trướng thế lực sang các khu vực xung quanh lưu vực sông Thẩm ở Liêu Ninh, Trung Quốc ngày nay. Nói chung vào lúc khởi thủy, Cao Câu Ly là một quốc gia có địa hình nhiều đồi núi và thiếu đất trồng trọt, vì vậy bản thân Cao Câu Ly khó có khả năng tự nuôi sống dân cư của nó. Chính vì vậy họ thường xuyên mở các cuộc tấn công, cướp phá các quốc gia lân bang ngõ hầu mở rộng nguồn tài nguyên cho mình. Năm 53 SCN, vua Thái Tổ Đại Vương đã tổ chức năm bộ lạc trong vương quốc của mình thành năm tỉnh. Việc đối ngoại và quân sự do nhà vua trực tiếp điều hành. Những cuộc tấn công, xâm lược của Cao Câu Ly sang các quốc gia lân bang đã giúp Cao Câu Ly buộc các quốc gia này phải triều cống, và thậm chí khống chế họ về mặt kinh tế lẫn chính trị.
Thái Tổ chinh phục các bộ lạc Ốc Trở và Đông Uế ở đông bắc Triều Tiên cùng với một số bộ lạc khác ở Bắc Triều Tiên và tây nam Mãn Châu. Sau khi có được nguồn nhân lực và vật lực dồi dào từ việc chinh phạt các bộ tộc láng giềng, Thái Tổ xua quân tấn công các quận Lạc Lãng, Huyền Thổ và Liêu Đông ở khu vực tây bắc Triều Tiên, Mãn Châu và bán đảo Liêu Đông ngày nay; và trở thành một thế lực độc lập với các quận nhà Hán.
Thông thường, Thái Tổ vẫn cho phép thủ lĩnh của các bộ tộc bị chinh phục tiếp tục cai quản bộ tộc của mình, nhưng họ phải chịu sự giám sát của các quan lại địa phương thuộc dòng dõi vương tộc Cao Câu Ly và phải cống nộp nặng nề. Thái Tổ và những người kế vị ông tiếp tục khai thác nguồn nhân lực và vật lực mới đó để tiếp tục các hoạt động bành trướng về phía tây bắc. Những điều luật mới được ban hành nhằm quản lý tầng lớp bình dân cũng như tầng lớp quý tộc. Những thủ lĩnh các bộ tộc cũng dần dần bị thu hút vào tầng lớp quý tộc trung ương. Ngôi vua cũng trở thành cha truyền con nối thay vì anh em nối ngôi quanh, điều này giúp củng cố sự vững mạnh của triều đình.
Quốc gia Cao Câu Ly trong giai đoạn vươn ra các khu vực xung quanh không tránh khỏi việc xảy ra các xung đột quân sự với các quận của nhà Hán ở khu vực Triều Tiên và Mãn Châu. Sức ép của thế lực nhà Hán ở Liêu Đông buộc người Cao Câu Ly phải dời đô từ thành Ngũ Nữ Sơn thành Hoàn Đô Sơn (trên núi Hoàn Đô) và thành Quốc Nội (dưới chân núi Hoàn Đô) bên bờ sông Áp Lục. Nay thành này thuộc địa phận thành phố cấp huyện Tập An, tỉnh Cát Lâm, Trung Quốc. Năm 2004, UNESCO đã công nhân tàn tích thành Hoàn Đô Sơn và các di tích lăng mộ ở đây là di sản văn hóa thế giới của Trung Quốc.

### Chiến tranh Tào Ngụy-Cao Câu Ly (244)
Khi nhà Đông Hán suy yếu và sụp đổ, các quận do nhà Hán lập ra ở Triều Tiên cũng ly khai và trở thành các thế lực độc lập. Bị bao bọc bởi các thế lực này - vốn được cai trị bởi những vương hầu hiếu chiến  - vua Cao Câu Ly là Sơn Thượng Vương (197 - 227) quyết định thiết lập mối quan hệ hữu hảo với nhà Ngụy mới thành lập và sai sứ giả sang tiến cống vào năm 220.
Năm 238, vua Cao Câu Ly là Đông Xuyên Vương (227 - 248) quyết định lập một liên minh với vua Tào Ngụy là Minh Đế với mục tiêu nhằm vào thế lực ly khai ở bán đảo Liêu Đông. Tuy nhiên khi nhà Ngụy chiếm được Liêu Đông, mối quan hệ hữu hải giữa hai nước nhanh chóng tan vỡ và Cao Câu Ly xua quân tấn công các khu vực phía Tây của Liêu Đông. Nhà Ngụy nhanh chóng đáp trả (năm 244), xua quân tấn công và tàn phá kinh đô của Cao Câu Ly tại núi Hoàn Đô. Vua Đông Xuyên của Cao Câu Ly phải một thân một mình bỏ chạy sang phía Đông và nương nhờ tại lãnh thổ của các bộ tộc Ốc Trở.

### Phục hồi và những cuộc chinh phạt sau đó (300-390)
Tuy nhiên quân nhà Ngụy nhanh chóng bị Cao Câu Ly đẩy lui và không lâu sau đó, người Cao Câu Ly đã khôi phục được lãnh thổ cũ của mình. Chỉ trong vòng 70 năm tiếp theo, Cao Câu Ly xây dựng lại kinh đô của họ tại núi Hoàn Đô và bắt đầu xua quân tấn công các khu vực Liêu Đông, Lạc Lãng và Huyền Thổ. Năm 302 Cao Câu Ly thôn tính quận Huyền Thổ, và khi thế lực của nó chạm đến bán đảo Liêu Đông thì đến năm 313 Lạc Lãng - quận cuối cùng của nhà Hán (cũ) tại Triều Tiên - cũng bị Mỹ Xuyên Vương của Cao Câu Ly xâm chiếm nốt. Năm 314 quận Đái Phương ở phía nam của Lạc Lãng cũng bị sáp nhập vào bản đồ của quốc gia này. Vậy là toàn bộ khu vực phía bắc của Triều Tiên đã được thống nhất bởi Cao Câu Ly. Kề từ thời điểm này cho đến thế kỷ thứ bảy SCN, các cuộc tranh chấp quyền lực và lãnh thổ trên bán đảo hầu như chỉ là chuyện nội bộ của ba vương quốc trong Tam Quốc Triều Tiên.
Quá trình bành trướng của Cao Câu Ly buộc phải tạm dừng một thời gian: năm 342 vua nhà Tiền Yên của tộc Tiên Ti (một trong 16 nước Ngũ Hồ thời Đông Tấn) là Tiền Yên Thái Tổ (Mộ Dung Hoảng) tấn công kinh đô Cao Câu Ly ở núi Hoàn Đô. Quân Tiền Yên đã bắt một số thành viên vương tộc Cao Câu Ly đem về nước, trong đó có Cao Vân (高雲, 고운, Ko Un) - người sau này trở thành vua Huệ Đế nước Bắc Yên (407-409). Đến năm 371, Cận Tiêu Cổ Vương của Bách Tế tấn công và cướp phá Bình Nhưỡng, một trong những thành trì lớn nhất của Cao Câu Ly lúc đó. Cố Quốc Nguyên Vương của Cao Câu Ly cũng tử trận tại đây.
Con của Cố Quốc Nguyên, Tiểu Thú Lâm Vương chuyển trọng tâm sang việc ổn định tình hình nội trị và sự thống nhất của các bộ tộc trong quốc gia; để thực hiện việc này ông ban hành nhiều luật lệ mới, tôn Phật giáo làm quốc giáo (372) và lập ra học viện quốc gia mang tên Thái Học (태학, 太學, T'aehak). Tiểu Thú Lâm cũng tiến hành cải tổ quân đội sau những trải nghiệm của Cao Câu Ly về thất bại trước quân Tiền Yên và quân Bách Tế.

### Thời kỳ cực thịnh của quốc gia Cao Câu Ly (391-531)

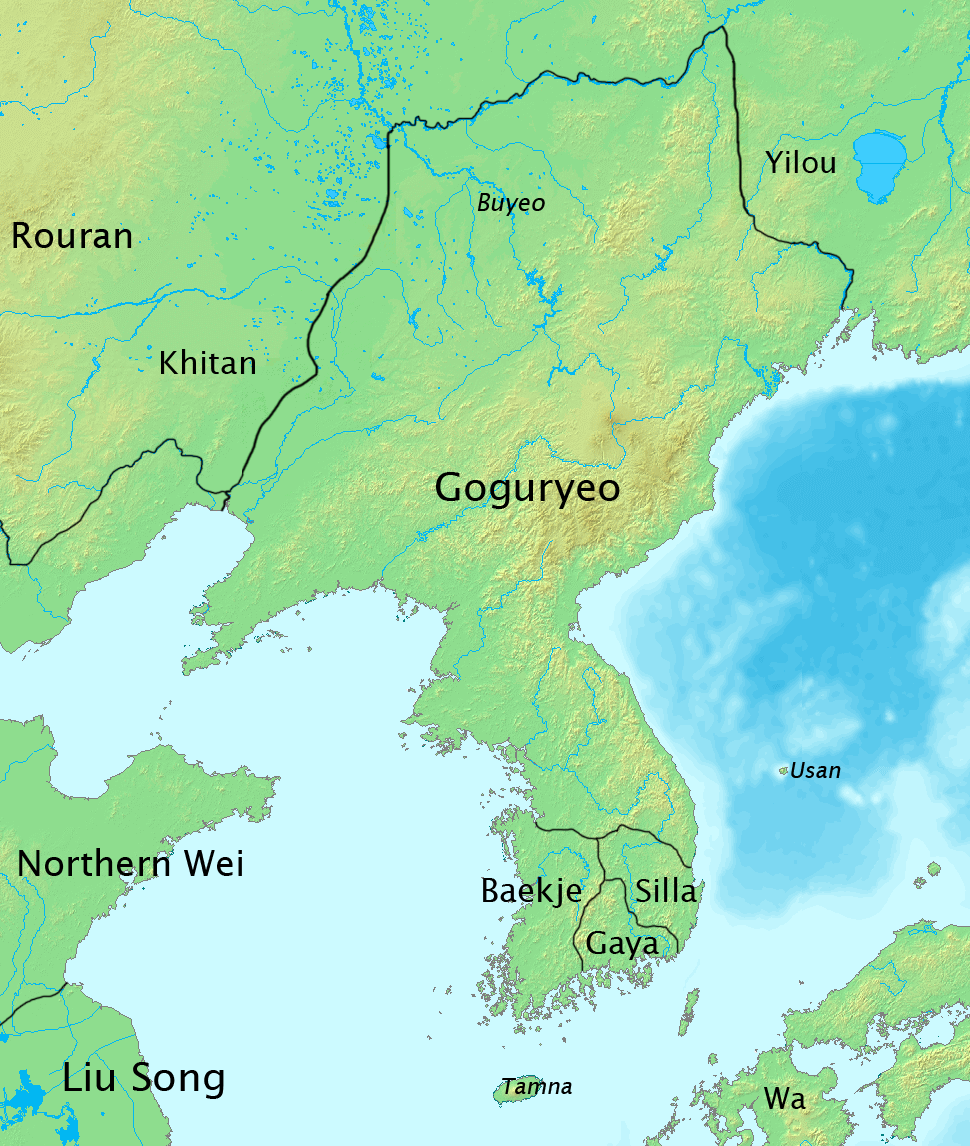
Goguryeo vào thời kỳ cực thịnh của nó vào năm 476.

Quảng Khai Thổ Thái Vương (391 - 412) là một vị vua năng động và được lịch sử nhắc đến vì đã mở rộng lãnh thổ Cao Câu Ly một cách mau chóng thông qua các hoạt động quân sự của mình.
Những công trạng của Quảng Khai Thổ đã được khắc trên tấm bia mang tên mình được dựng gần vị trí tỉnh Cát Lâm ngày nay ở miền nam Mãn Châu. Tấm bia được thực hiện dưới sự chỉ đạo của con trai ông Trường Thọ Vương. Các tài liệu cho rằng Quảng Khai Thổ đã chinh phạt được 64 thành trì và 1400 làng mạc trong một cuộc viễn chinh chống lại vương quốc Phù Dư, đánh bại nhà Hậu Yên, chiếm Liêu Đông của Hậu Yên vào năm 405 và sau đó xâm chiếm lãnh thổ của các bộ tộc Phù Dư và Mạt Hạt, khuất phục Bách Tế, góp phần vào sự tan rã của liên minh Già Da và biến Tân La thành chư hầu sau cuộc chiến tranh Cao Câu Ly - Yamato (Đại Hòa - 大和 Nhật Bản). Những việc làm này đã đem lại một sự thống nhất (mặc dù khá lỏng lẻo) kéo dài chừng nửa thế kỷ cho bán đảo Triều Tiên. Trong thời kỳ của Quảng Khai Thổ, Cao Câu ly đã thống trị một vùng lãnh thổ nằm ở phía nam Mãn Châu cùng với khu vực phía bắc và miền Trung của bán đảo Triều Tiên.
Trong thời gian này, lãnh thổ Cao Câu Ly bao gồm ba phần tư bán đảo Triều Tiên (kể cả Seoul ngày nay), một phần lớn Mãn Châu và một phần lãnh thổ duyên hải miền Đông Nam nước Nga ngày nay. Vua Quảng Khai Thổ cũng đặt niên hiệu Vĩnh Nhạc (永樂, 영락, yŏngnak), một hành động biểu thị rằng vương vị của ông ngang hàng với đế vị của các vua Trung Quốc.
Trường Thọ Vương (413-490) dời đô về Bình Nhưỡng năm 427 - đây là 1 bằng chứng về mối quan hệ căng thẳng giữa Cao Câu Ly với Bách Tế và Tân La. Trường Thọ tiếp tục chính sách bành trướng xâm lược của phụ vương. Về phía nam, ông tấn công Bách Tế và chiếm lấy kinh đô nước này vào năm 476; về phía bắc ông mở rộng cương vực của Cao Câu Ly đến hữu ngạn của sông Tùng Hoa. Dưới thời của Văn Tư Bính Vương (491-519), Cao Câu Ly đã hoàn tất việc xâm chiếm khu vực Phù Dư, đánh dấu điểm xa nhất về phía bắc của biên cương Cao Câu Ly; đồng thời vẫn tiếp tục duy trì ảnh hưởng của nó đối với Bách Tế và Tân La ở phía nam, cùng với các tộc người Mạt Hạt và Khiết Đan ở phía bắc.

### Những cuộc tranh chấp trong nội bộ Cao Câu Ly (531-551)
Cao Câu Ly đạt đến thời kỳ huy hoàng của mình vào thế kỷ thứ 6. Sau đó, nó bắt đầu suy yếu dần. An Tạng Vương chết nhưng không có con trai nối dõi, và em trai ông An Nguyên Vương kế ngôi. Trong thời kỳ trị vì của An Nguyên Vương, nạn chia bè kết cánh trong triều đình trở nên mỗi lúc trầm trọng. Việc các con trai của An Nguyên sa vào việc tranh chấp ngôi vị Thế tử cũng khiến triều đình phân rẽ thành hai phe phái đối nghịch nhau quyết liệt cho đến khi Dương Nguyên Vương - lúc này chỉ mới là một đứa trẻ tám tuổi - được lập làm vua. Tuy nhiên ngay cả đến lúc đó, việc đấu đá nhau giữa các thế lực trong triều đình vẫn chưa chấm dứt. Các lãnh chúa địa phương cùng với quân đội riêng của họ đã trở thành các thế lực cát cứ tại địa phương, thoát li khỏi ảnh hưởng của triều đình.
Nhân lúc Cao Câu Ly đang suy yếu do những mâu thuẫn nội bộ, bộ tộc Tuchueh đã tấn công các thành trì ở vùng biên giới phía bắc Cao Câu Ly và đoạt lấy một phần lãnh thổ của quốc gia này. Và các thế lực Bách Tế, Tân La ở phía nam cũng nhân cơ hội này mở một đợt tấn công vào Cao Câu Ly (551).

### Những cuộc chiến của Cao Câu Ly vào cuối thế kỷ thứ 6 và thế kỷ thứ 7

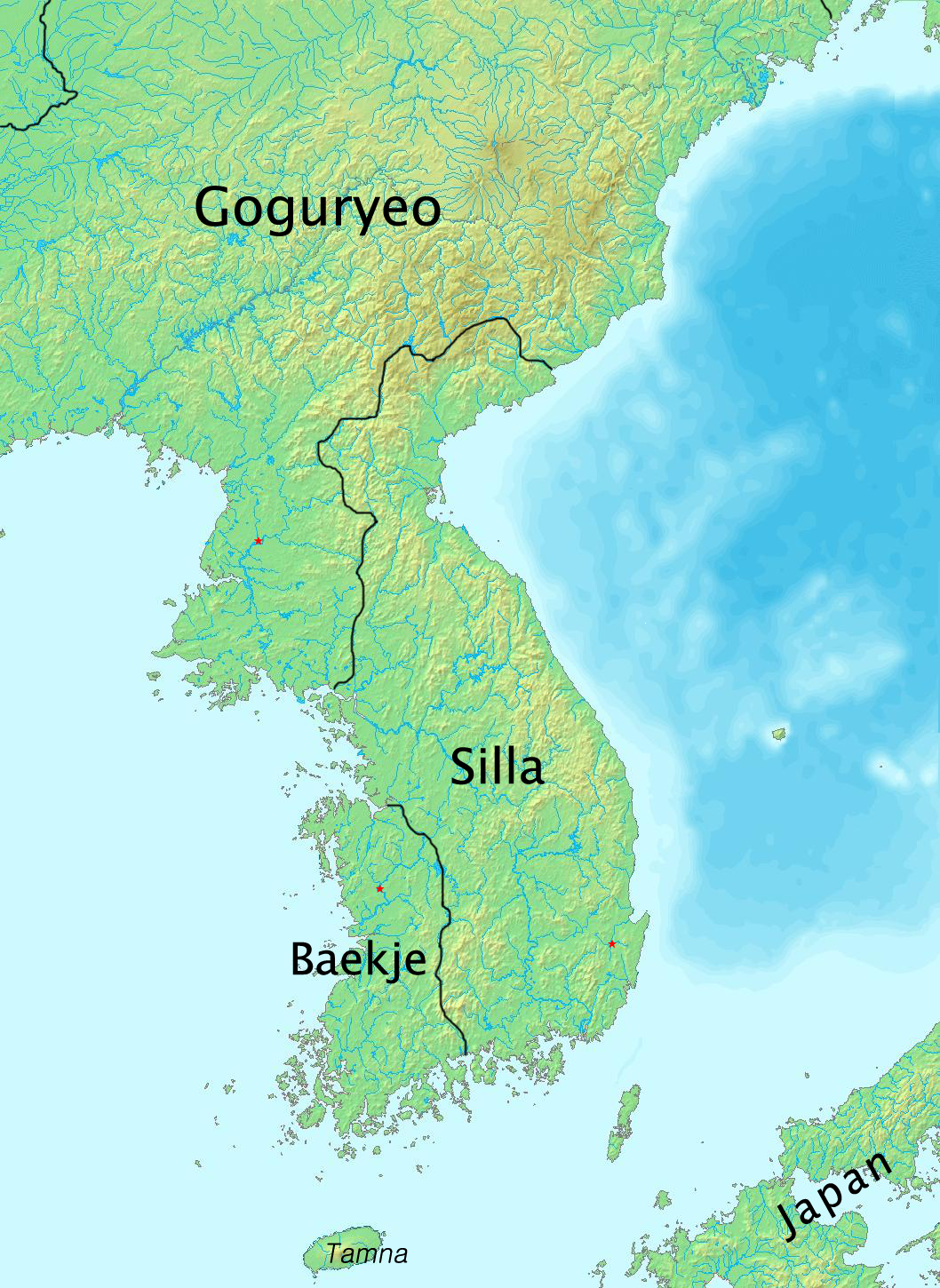
Cao Câu Ly năm 576, sau khi mất thung lũng sông Hàn vào tay Tân La.

Vào cuối thế kỷ thứ 6 và thứ 7, Cao Câu Ly thường xuyên va vào các cuộc chiến tranh với nhà Tùy và nhà Đường của Trung Quốc. Mối quan hệ giữa Cao Câu Ly với Bách Tế và Tân La cũng khá phức tạp, lúc là đồng minh, lúc là kẻ thù. Người Đột Quyết ở phía tây bắc trở thành một đồng minh tự nhiên của Cao Câu Ly.

#### Để mất thung lũng sông Hán
Năm 551, Bách Tế và Tân La liên minh với nhau và tấn công xâm chiếm vùng thung lũng sông Hán, một vùng đất cực kỳ quan trọng về chiến lược nằm ở trung tâm bán đảo và cũng là một vùng nông nghiệp vô cùng trù phú. Sau khi Bách Tế mệt mỏi trước những cuộc công kích các thành trì Cao Câu Ly, quân Tân La mới xuất hiện với tư cách viện binh và đoạt lấy toàn bộ vùng này vào năm 553. Tức giận trước sự phản bội này Thánh Vương của Bách Tế xua quân tấn công vùng biên giới phía tây của Tân La nhưng đội quân của ông bị tiêu diệt và bản thân Thánh Vương bị bắt và bị giết.
Cuộc chiến này để lại nhiều hệ quả quan trọng trên bán đảo Triều Tiên. Nó khiến Bách Tế trở thành thế lực yếu đuối nhất trên bán đảo Triều Tiên và giúp Tân La giành được một vùng đất trù phú, đông dân cư và giàu tài nguyên, với vai trò là một bàn đạp cho việc bành trướng lãnh thổ. Nó cũng ngăn chặn việc Cao Câu Ly sử dụng khu vực quan trọng này và làm quốc gia Cao Câu Ly suy yếu. Giành được thung lũng sông hàn, Tân La đã có đường thông ra Hoàng Hải, mở được con đường giao thương và buôn bán trực tiếp với Trung Hoa và cũng đẩy nhanh quá trình tiếp thu văn hóa Trung Hoa cho Tân La. Vì vậy Tân La ít phải dựa vào Cao Câu Ly để tiếp thu các yếu tố văn hóa, khoa học kỹ thuật tiến bộ từ Trung Quốc. Việc này cũng tăng cường mối quan hệ giữa Tân La với Trung Quốc, mối quan hệ này đến thế kỷ thứ 7 trở thành một liên minh gây nhiều tai họa cho Cao Câu Ly.

#### Chiến tranh Tùy-Cao Câu Ly
Những hoạt động bành trướng của Cao Câu Ly đã động chạm đến thế lực của nhà Tùy, khiến mối quan hệ giữa hai quốc gia càng thêm căng thẳng. Những hoạt động quân sự của Cao Câu Ly ở Liêu Ninh đã chọc tức nhà Tùy, dẫn đến cuộc chiến tranh giữa hai quốc gia vào năm 598. Sau khi Tùy Văn đế qua đời, Tùy Dạng đế tiếp tục thực hiện mưu đồ xâm chiếm Cao Câu Ly bằng các chiến dịch năm 612, 613, 614. Tuy nhiên cả bốn lần nhà Tùy đều chuốc lấy những thất bại hết sức nhục nhã, dù Cao Câu Ly phải nhượng bộ một số điều khoản nhỏ nhặt và hứa sẽ thần phục (nhưng thực tế là chuyện khác). Cuộc tấn công xâm lược năm 613 phải đình lại bởi cuộc nổi loạn của tướng Dương Huyền Cảm; còn cuộc tấn công xâm lược năm 614 bị bãi bỏ sau khi Cao Câu Ly đồng ý giao nộp Hộc Tư Chính (斛斯政), một phản tướng của nhà Tùy chạy sang Cao Câu Ly cho Dạng đế xử tử. Tùy Dạng đế đã dự định mở một cuộc xâm lược vào năm 615, nhưng đế quốc Tùy lúc này đã quá suy yếu vì những mâu thuẫn nội tại trong lòng nó. Nhiều cuộc khởi nghĩa chống lại sự tàn bạo của Dạng đế đã bùng nổ, và bản thân binh sĩ cũng không muốn phục vụ cho các cuộc chiến tranh liên miên của Dạng đế nữa.
Cuộc tấn công xâm lược năm 612 là một trong những chiến dịch mang lại nhiều tai họa nhất cho đế quốc Tùy. Theo số liệu của Tùy sử, Dạng đế đã huy động 30 đạo quân với tổng quân số lên tới 113 vạn 3 nghìn 8 trăm người. Một nhóm 9 đạo quân - gồm 30 vạn 5 nghìn người - đã tấn công Cao Câu Ly tại khu vực sông Liêu và chọc thủng các phòng tuyến của Cao Câu Ly, tiến sát đến kinh đô Bình Nhưỡng, chuẩn bị hội quân với thủy quân Tùy - vốn mang theo viện binh và lương thảo. Tuy nhiên thủy quân Tùy đã bị thủy quân Cao Câu Ly đánh cho tan tác, vì vậy 30 vạn quân bộ không thể nào có đủ lương thảo và các thiết bị cần thiết để tiến hành công phá Bình Nhưỡng và buộc phải rút lui. Cao Câu Ly không để cho quân Tùy dễ dàng tháo lui như vậy: quân Cao Câu Ly dưới sự lãnh đạo của tướng Ất Chi Văn Đức (乙支文德, 을지문덕, Ŭlchi Mundŏk) đã dụ quân Tùy đến một địa điểm mai phục ở ngoại vi Bình Nhưỡng. Tại đây, 30 vạn quân Tùy đã bị đánh cho tan nát trong trận Tát Thủy: quân Cao Câu Ly đã phá đập khiến cho nước sông Tát Thủy chảy tràn, cắt đứt đôi quân Tùy và cũng chặn luôn đường rút lui của họ. Trong số 30 vạn 5 nghìn quân, chỉ còn 2700 quân sống sót tháo chạy được về nước.
Các chiến dịch xâm lăng Cao Câu Ly đã khiến tài chính của đế quốc Tùy suy sụp và, sau những cuộc khởi nghĩa liên tiếp bùng nổ cũng như những xào xáo nghiêm trọng trong triều đình, nhà Tùy sụp đổ vào năm 618. Cuộc chiến cũng làm hao tổn nhiều nhân lực của Cao Câu Ly và phần nào góp phần vào sự suy yếu của quốc gia này.

#### Chiến tranh Đường-Cao Câu Ly và liên minh Đường-Tân La

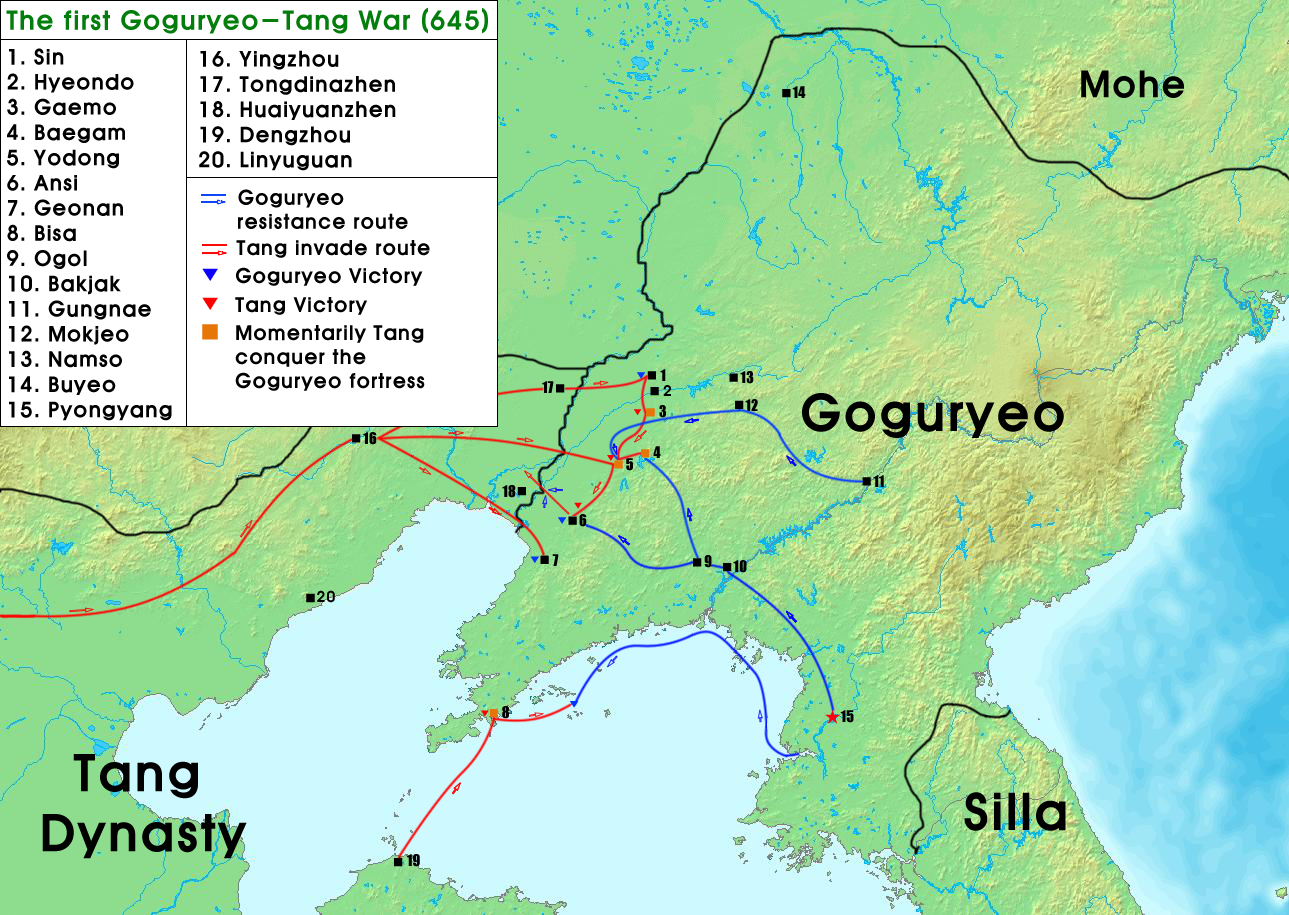
Bản đồ cuộc chiến tranh Đường - Cao Câu Ly năm 645

Trong thế kỷ thứ 7, Đường Thái Tông đã tiêu diệt một đồng minh quan trọng của Cao Câu Ly là người Đột Quyết đồng thời thành lập một liên minh với Tân La, kẻ thù của Cao Câu Ly. Đồng thời, trong thời gian này nội bộ Cao Câu Ly xảy ra lục đục. Năm 642, Uyên Cái Tô Văn (淵蓋蘇文, 연개소문, Yŏn Kaesomun) giết Cao Vũ Vương (618-642) rồi lập Cao Tạng Vương (642-668) lên ngôi, còn mình thì tự xưng làm Mạc li chi (tương đương với chức tể tướng) nắm mọi quyền bính. Chính sách đối ngoại của Cao Câu Ly chuyển từ thần phục nhà Đường (dưới thời Cao Vũ) chuyển sang đối nghịch với nhà Đường. Nhà Đường cũng lấy cớ trả thù cho Cao Vũ, xua quân xâm lược Cao Câu Ly. Tuy nhiên những cuộc tấn công của nhà Đường đều thất bại khi họ không thể chiếm được những thành trì quan trọng bất chấp những nỗ lực tấn công liên tiếp.
Năm 645, Đường Thái Tông mở một đợt tấn công xâm lược vào Cao Câu Ly. Nhà Đường đã thành công trong việc chọc thủng những tuyến phòng ngự biên giới của Cao Câu Ly. Uyên Cái Tô Văn huy động 15 vạn quân để đánh trả, nhưng lực lượng này bị quân Đường đánh bại trong 1 trận đánh khiến ít nhất 20.000 quân Cao Câu Ly tử trận và 36.800 bị bắt làm tù binh. Nhưng khi tiến sâu vào trong lãnh thổ Cao Câu Ly, quân Đường bị chặn đứng tại thành An Thị (安市城, 안시, Ansi), nơi có 5.000 quân Cao Câu Ly phòng ngự. Mặc dù những tài liệu lịch sử thừa nhận rằng tên của viên tướng chỉ huy việc giữ thành An Thị đã bị thất lạc, nhưng các câu chuyện dân gian vẫn còn nhắc đến tên danh tướng Dương Vạn Xuân (楊萬春, 양만춘, Yang Manchun) đã có công lớn trong việc chặn đứng quân xâm lược. Sau 88 ngày công phá mà không chiếm được An Thị, quân Đường phải rút lui khi lương thực cạn kiệt và sau khi gánh chịu những tổn thất nặng nề.
Sau khi Thái Tông qua đời năm 649, Đường Cao Tông tiếp tục những cuộc tấn công xâm lược Cao Câu Ly vào năm 661 và 662, nhưng tất cả đều bị quân dân Cao Câu Ly đập tan. Tướng nhà Đường là Bàng Hiếu Thái (龐孝泰) cùng 13 người con trai đã bị giết chết tại một trận đánh trên sông Xà Thủy (蛇水). Mặc dù vậy những cuộc chiến tranh với nhà Đường đã khiến Cao Câu Ly hao binh tổn tướng khá nhiều.

### Sụp đổ
Năm 660, đồng minh của Cao Câu Ly ở bán đảo Triều Tiên là Bách Tế sụp đổ trước sức tấn công của liên quân Tân La - Đường; Cao Câu Ly bị cô lập. Liên minh hai quốc gia Đường - Tân La tiếp tục tấn công Cao Câu Ly suốt thời gian tiếp theo đó. Người Bách Tế lập Phù Dư Phong làm vua để chống lại liên quân Tân La - Đường nhưng bị liên quân Tân La - Đường đánh bại vào năm 663, Phù Dư Phong phải đào thoát đến Cao Câu Ly. Tiếp đó, năm 666 Uyên Cái Tô Văn qua đời và ba người con của ông là Uyên Nam Sinh, Uyên Nam Kiến và Uyên Nam Sản lại đánh nhau để tranh giành quyền lực.
Sau khi Uyên Nam Sinh (淵男生, 연남생, Yŏn Namsaeng) - con trai cả của Uyên Cái Tô Văn - đầu hàng quân Đường và dâng nộp 40 thành trì ở phía bắc Cao Câu Ly, quân Đường của Lý Tích và quân Khiết Đan của Tiết Nhân Quý, Lý Tận Trung, Tôn Vạn Vinh nhanh chóng vượt qua tỉnh Liêu Ninh của Cao Câu Ly, phối hợp với quân Tân La của Kim Dữu Tín (金庾信, 김유신, Kim Yu-shin) cùng đánh chiếm kinh đô Bình Nhưỡng; trong khi đó em trai của Uyên Cái Tô Văn là Uyên Tịnh Thổ (淵净土, 연정토, Yŏn Chŏngt'o) đầu hàng viên tướng Tân La Kim Dữu Tín (金庾信, 김유신, Kim Yu-shin). Tháng 11 năm 668, Bảo Tạng Vương cũng nhanh chóng đầu hàng nhà Đường. Uyên Nam Kiến tự tử không thành, được Uyên Nam Sinh cứu sống và bị áp giải qua nhà Đường cùng với Bảo Tạng Vương, Uyên Nam Sản, Phù Dư Phong, Cao Xá Kê.
Liên minh Tân La-Đường nhanh chóng tiêu diệt quốc gia Cao Câu Ly đã kiệt sức sau một chuỗi những cuộc tranh chấp quyền lực nội bộ cũng như nạn đói. Cao Câu Ly cuối cùng cũng sụp đổ năm 668. Cao Tạng Vương bị quân Đường bắt và giải về Trung Quốc.
Năm 668 vua Tân La là Văn Vũ Vương (Munmu, 661–681) đã thống nhất gần hết bán đảo Triều Tiên, nhưng việc liên minh với nhà Đường cũng có cái giá của nó. Trên đất Triều Tiên, nhà Đường lập An Đông đô hộ phủ với thủ phủ là Bình Nhưỡng và quan đô hộ Tiết Nhân Quý. Tuy nhiên nhà Đường đã gặp phải nhiều sự kháng cự quyết liệt của nhân dân Cao Câu Ly cũng như của cả Tân La. Nước Tân La hỗ trợ cho Kiếm Mưu Sầm đưa Cao An Thắng lên ngôi vua Cao Câu Ly ở Hán Thành (nay là Seoul). Sang năm 674 quân Đường đánh bại quân Tân La khiến Tân La móc nối Cao An Thắng giết Kiếm Mưu Sầm, rồi Cao An Thắng đầu hàng Tân La, nghĩa quân Cao Câu Ly tan rã. Tuy nhiên chỉ 8 năm sau khi lập An Đông đô hộ phủ ở Bình Nhưỡng, nhà Đường buộc phải dời thủ phủ của An Đông Đô hộ phủ về bán đảo Liêu Đông năm 676 vì quá nhiều nghĩa quân Cao Câu Ly quấy phá Bình Nhưỡng. Về phía Tân La, họ đã buộc phải dùng vũ lực đuổi quân Đường ra khỏi bán đảo, nhất là khi nhà Đường dời An Đông đô hộ phủ sang Liêu Đông năm 676, Tân La liền xua quân chiếm gần hết bán đảo Triều Tiên nhưng cuối cùng thì thế lực của họ cũng không thể vượt quá sông Đại Đồng.
Năm 677, nhà Đường lập Bảo Tạng Vương làm "Triều Tiên Vương" và đô đốc Liêu Đông châu (Hangul: 요동주도독 조선왕 Hanja:遼東州都督朝鮮王, Hán Việt: Liêu Đông châu đô đốc Triều Tiên Vương) của An Đông đô hộ phủ, rồi cử ông làm người đứng đầu của khu vực Liêu Đông thuộc An Đông Đô hộ phủ. Tuy nhiên Bảo Tạng Vương vẫn nung nấu ý đồ khôi phục quốc gia Cao Câu Ly, ông tổ chức lại lực lượng người Cao Câu Ly, lập ra hội Đông Minh Thiên Khí Cái Thế (東明天氣盖世) và liên minh với các bộ tộc Mạt Hạt (tổ tiên của người Nữ Chân) do Khất Tứ Bỉ Vũ (Gulsabiwu) cầm đầu tiến hành ám sát hàng loạt quan lại nhà Đường ở An Đông đô hộ phủ, nhưng thất bại vào năm 681 khi Đông Minh Thiên hội bị Tiết Nhân Quý đàn áp. Năm 681 ông bị đày đến Tứ Xuyên và qua đời ở đó vào năm sau (năm 682).

### Nỗ lực khôi phục Nhà nước Cao Câu Ly
Sau khi Cao Câu Ly sụp đổ vào năm 668, nhiều người Cao Câu Ly vẫn tổ chức khởi nghĩa chống lại ách thống trị của Tân La và nhà Đường, bắt đầu những hoạt động khôi phục nhà nước Cao Câu Ly. Trong số những người tham gia và khởi xướng có Kiếm Mưu Sầm (劍牟岑, Kŏm Mojam), Đại Trọng Tượng, và Cao An Thắng (高安勝, 고안승, Ko Ansŭng) và một số tướng lĩnh nổi danh khác. Nhà Đường đã thất bại trong việc thành lập các quận huyện trên đất Triều Tiên.
Kiếm Mưu Sầm và Cao An Thắng khởi nghĩa ở Hán Thành (nay là Seoul), nhưng thất bại khi Tân La bại trận trước quân Đường. Kiếm Mưu Sầm bị Cao An Thắng sai người giết chết năm 674, rồi Cao An Thắng đầu hàng Tân La. Tại Tân La, Cao An Thắng được cấp phát cho một lãnh địa nhỏ và nơi đây ông ta lập ra vương quốc Phổ Đức (Bodeok, 보덕, 普德). Sau cuộc nổi dậy của Kim Khâm Đột (Kim Heumdol), vua Thần Văn vương của Tân La đã hủy bỏ các thái ấp trước đó đã cấp cho Cao An Thắng (Go Anseung), Cao An Thắng bị bắt phải về sống tại kinh thành của Tân La, tại đây ông được ban phát một lãnh địa, lấy một người vợ Tân La và cải từ họ Cao (vương tộc Cao Câu Ly) sang họ Kim (vương tộc Tân La). Có lẽ liên quan đến điều này, nằm sau (năm 684) Thần Văn vương đã lại phải đối mặt với một cuộc nổi loạn do các tướng và người thân của Cao An Thắng chỉ huy, những người này về sau bị hành quyết. Cuộc nổi dậy này không có sự tham gia của Cao An Thắng, căn cứ tại Iksan, tại thái ấp trước kia của Cao An thắng. Cuộc nổi dậy này cũng bị dập tắt, tất cả đều bị hành quyết.
An Đông Đô hộ phủ đã được nhà Đường thành lập để áp đặt nền thống trị của họ lên những lãnh thổ cũ của Cao Câu Ly. Ban đầu Tiết độ sứ của An Đông Đô hộ phủ là Tiết Nhân Quý cai trị tại Bình Nhưỡng, nhưng về sau nhiệm sở dời sang Liêu Đông năm 676 do nghĩa quân Cao Câu Ly liên tục quấy phá Bình Nhưỡng. Khoảng 20.000 người Cao Câu Ly di cư từ An Đông đô hộ phủ sang Tân La (đời vua Tân La Văn Vũ Vương) sinh sống. Khoảng 1.800 người Cao Câu Ly di cư từ An Đông đô hộ phủ sang Nhật Bản (đời Thiên hoàng Tenmu) sinh sống và hình thành nên gia tộc Koma ở Nhật Bản. Cựu vương Cao Câu Ly Cao Tạng được Đường Cao Tông cử cai quản khu vực Liêu Đông này năm 677 nhằm xoa dịu làn sóng chống đối của nhân dân. Bảo Tạng Vương liền tham gia vào những hoạt động chống lại ách thống trị của nhà Đường, lập hội Đông Minh Thiên Khí Cái Thế (東明天氣盖世) năm 677 tiến hành ám sát các quan lại nhà Đường ở An Đông đô hộ phủ tại Liêu Đông. Sau đó Tiết Nhân Quý phát hiện Bảo Tạng Vương là thủ lĩnh của Đông Minh Thiên hội thì bắt ông và đàn áp Đông Minh Thiên hội, áp giải Bảo Tạng Vương sang nhà Đường. Thấy Bảo Tạng Vương sinh bệnh sắp chết nên Võ hoàng hậu không xử trảm Bảo Tạng Vương như ý định ban đầu, thay vào đó cho lưu đày Bảo Tạng Vương đến Tứ Xuyên trong năm 681, nhưng các hậu duệ của Bảo Tạng Vương vẫn tiếp tục giữ chức cai quản An Đông Đô hộ phủ từ năm 699 khi Cao Đức Vũ được Võ Tắc Thiên cho cai trị Liêu Đông. Thế rồi, khi nhà Đường xảy cuộc nổi loạn của An Lộc Sơn và cuộc nổi loạn của Lý Chính Kỷ (李正己, 이정기, I Chŏngki) ở Sơn Đông, các hậu duệ của Cao Tạng chớp thời cơ li khai khỏi nhà Đường và thiết lập quốc gia Tiểu Cao Câu Ly (do Cao Đức Vũ cầm đầu) tại bán đảo Liêu Đông. Quốc gia này tồn tại cho đến đầu thế kỷ IX, khi bị Bột Hải Tuyên Vương của vương quốc Bột Hải thôn tín vào năm 820.
Đại Trọng Tượng và con trai của mình Đại Tộ Vinh - vốn là những viên tướng cũ của Cao Câu Ly - tỏ ra họ thành công hơn. Họ liên minh với người Khiết Đan của Lý Tận Trung và Tôn Vạn Vinh, giúp người Khiết Đan lập quốc Đại Khiết Đan quốc năm 696 chống lại nhà Chu của Võ Tắc Thiên. Họ nhiều lần đánh tan quân Chu, khôi phục lại một phần lớn lãnh thổ Cao Câu Ly; sau khi Đại Trọng Tượng và Khất Tứ Bỉ Vũ (Gulsabiwu) qua đời năm 698 thì Đại Tộ Vinh chỉ huy quân đội đánh bại 20 vạn quân Chu do Lý Giai Cố chỉ huy ở Thiên Môn Lãnh, thành lập nước Đại Chấn. Năm 700 Võ Tắc Thiên phái Lý Giai Cố dẫn quân Chu tấn công nước Đại Chấn của Đại Tộ Vinh. Năm 705 Đường Trung Tông giành lại quyền lực từ nhà Chu, lấy lại quốc hiệu Đại Đường khiến cờ xí của Lý Giai Cố đang đánh Đại Tộ Vinh phải đổi từ Đại Chu sang Đại Đường. Năm 705 Đại Tộ Vinh đánh bại, giết chết Lý Giai Cố và lập lại hòa bình với nhà Đường. Năm 712 Đại Tộ Vinh đổi tên nước từ Đại Chấn sang vương quốc Bột Hải. Bột Hải sau này phát triển thành một quốc gia rộng lớn, một đế quốc tại khu vực Mãn Châu, cực bắc Triều Tiên và miền duyên hải đông nam nước Nga, nó vẫn tự coi mình là nước kế tục vương quốc Cao Câu Ly khi xưa, nhất là trong quan hệ ngoại giao với Nhật Bản. Ở phía nam sông Đại Đồng là thế lực của nước Tân La.
Vào đầu thế kỷ thứ 10, khi Tân La đã suy yếu, Cung Duệ khởi nghĩa ở vùng đất phía bắc, lập ra nước Hậu Cao Câu Ly - ám chỉ mình là người kế tục vương quốc Cao Câu Ly (Goguryeo) cũ. Về sau vương triều kế tục Tân La cũng đặt cho mình cái tên là Cao Ly (Goryeo) dựa trên cái tên Cao Câu Ly khi xưa - cùng với nghĩa ám chỉ mình là quốc gia kế thừa Cao Câu Ly.
Cái tên tiếng Anh của Triều Tiên là North Korea và của Hàn Quốc là South Korea. Chữ Korea nguồn gốc Koguryeo (Cao Câu Ly) khi xưa: Koguryeo/Goguryeo (Cao Câu Ly) → Koryeo/Goryeo (Cao Ly) → Korea

## Quân sự
Quân đội của Cao Câu Ly là một sự kết hợp giữa quân đồn trú địa phương với lực lượng vũ trang của tư nhân. Theo lệ "Tập tước", chức vụ chỉ huy quân sự là cha truyền con nối, và không có bằng chứng nào cho thấy có sự hiện diện của một hệ thống chỉ huy quân sự đồng nhất. Hệ thống chỉ huy tập trung mãi đến thời của vương triều Cao Ly mới xuất hiện. Có lẽ trong thời chiến, quân đội được trưng tập một cách vội vã. Cao Câu Ly cũng duy trì một đội quân thường trực với quân số 5 vạn người.
Một tài liệu nhà Đường năm 668 ghi lại rằng Cao Câu Ly có tổng cộng 67 vạn 5 nghìn quân và 176 đồn binh vào thời điểm Cao Tạng Vương đầu hàng.
Tất cả mọi người dân Cao Câu Ly đều phải chịu sung quân, những ai không muốn sung quân phải đóng thêm một khoản thuế bằng gạo.
Những nhà khảo cổ học, khi thăm dò tại cố đô Quốc Nội thành và những ngôi mộ của các quốc gia cổ lân bang đã tìm thấy những đôi dép bằng đồng pha sắt có mấu nhọn dài khoảng 11 cm. Những vật này có thể đã được sử dụng với mục đích quân sự; những phiên bản tương tự đã tìm thấy ở các ngôi mộ hoàng gia Nhật Bản thời kỳ Kofun (Đại Hòa).

### Trang thiết bị quân sự
Vũ khí tầm xa chủ yếu của Cao Câu Ly thời đó là cung Hàn,một loại cung xuất hiện khoảng thế kỉ thứ nhất trước Công nguyên và mạnh hơn hẳn các loại cung của người Trung Quốc. Loại cung của Cao Câu Ly đã được cải tiến, gồm nhiều lớp gỗ ghép lại với nhau vì vậy tính đàn hồi tăng cao, lực phóng tên có thể ngang ngửa với nỏ,nó có thể bắn 1 mũi tên đi xa 350 m và hiệu quả trong khoảng 145 m. Nỏ và các khí cụ bắn đá cũng được sử dụng với quy mô nhỏ hơn. Các loại vũ khí dùng cán dài chủ yếu là giáo và dùng để chống lại kỵ binh. Có hai loại kiếm dùng trong quân đội Cao Câu Ly. Loại thứ nhất là thanh đoản kiếm lưỡi hai cạnh sắc, chủ yếu dùng để phóng như phóng dao. Loại thứ hai là thanh kiếm một cạnh sắc, với cán kiếm ngắn và chuôi kiếm nhỏ hình nhẫn - chịu ảnh hưởng lớn từ thiết kế đao kiếm của nhà Hán. Mũ trụ có hình dạng giống như mũ của các dân tộc vùng Trung Á, được trang trí với lông vũ, đuôi ngựa hoặc các chi tiết hình cánh. Khiên là công cụ bảo vệ chính, kích thước của nó che gần hết cơ thể của người lính. Lính kỵ binh được gọi là Khải mã vũ sĩ (鎧馬武士, 개마무사, Kaemamusa).

### Thành trì
Loại thành trì phổ biến nhất của Cao Câu Ly là các thành hình mặt trăng, nằm giữa một con sông và chi lưu của nó. Hào nước và thành đất giữa các bờ sông tạo thành phòng tuyến bổ sung. Tường thành được làm bằng những khối đá lớn và vữa gắn kết chúng là đất, rất vững chãi, thậm chí các khí cụ công thành của Trung Quốc thời kỳ này cũng gặp rất nhiều khó khăn để công phá nó. Bao chung quanh tường thành là hào nước nhằm ngăn chặn địch quân đào đường hầm tấn công vào thành, và các tháp canh được xây dựng trên các tường thành. Tất cả các thành trì đều có nguồn nước, thực phẩm và công cụ đủ để chịu đựng một cuộc vây hãm của kẻ thù. Nếu thành nằm ở vị trí trống trải, các phòng tuyến bổ sung sẽ được xây dựng thêm.

### Tổ chức quân sự
Hai cuộc đi săn lớn hàng năm - do nhà vua đích thân tổ chức, các cuộc diễn tập quân sự, diễn tập săn bắn và duyệt binh giúp cho mỗi người lính Cao Câu Ly đều nhận được mức độ huấn luyện cá nhân cao.
Lực lượng cấm quân tại kinh thành - do nhà vua trực tiếp chỉ huy - được chia làm năm đạo và có quân số khoảng 12 nghìn 5 trăm người, chủ yếu là kỵ binh. Các đơn vị quân đội dao động trong khoảng 21-36 nghìn người, đồn trú tại các địa phương và do quan lại địa phương quản lý. Quân đội tại các thuộc địa gần biên giới chủ yếu bao gồm thành phần binh lính và nông dân. Ngoài ra Cao Câu Ly còn có lực lượng quân đội của riêng các quý tộc phong kiến. Hệ thống quân đội như vậy cho phép Cao Câu Ly thường xuyên duy trì và sử dụng khoảng 5 vạn quân mà không phải tốn thêm chi phí và có thể huy động lên đến 30 vạn quân khi tổng động viên trong những tình huống nguy cấp.
Các đơn vị quân Cao Câu Ly được phân loại dựa theo vũ khí chính của binh sĩ: thương thủ, lính đánh rìu (phủ thủ), cung thủ gồm đánh trên bộ và cưỡi ngựa, kỵ binh nặng bao gồm các đạo quân thiếc kỵ và trọng thương. Ngoài ra còn có các bộ phận khác như các đơn vị bắn đá, công thành và đột kích là một phần của các đơn vị đặc chủng và được thêm vào các đạo quân thông thường. Ưu điểm của cách phân loại theo chức năng này là có được các đơn vị chiến đấu có tính chuyên môn hóa cao; còn nhược điểm là khi chuyên môn sâu, một đội quân riêng lẻ không thể thực hiện các nhiệm vụ chiến thuật có tính phức tạp (đòi hỏi nhiều kỹ thuật khác nhau).

### Chiến thuật
Khi dàn quân, các tướng lãnh chỉ huy với đội hộ vệ luôn đứng ở giữa đội hình. Lực lượng cung thủ được lính đánh rìu bảo vệ. Phía trước vị trí của các chỉ huy là lực lượng bộ binh chính của đạo quân, còn kỵ binh nặng được bố trí thành hàng ở hai sườn để sẵn sàng phản kích trong trường hợp đối phương tấn công hai bên sườn. Tiền quân và đoạn hậu là lực lượng kỵ binh nhẹ với nhiệm vụ trinh sát, truy kích, và làm nhụt bớt đà tấn công của quân địch. Xung quanh các lực lượng chính là các nhóm nhỏ bộ binh và kỵ binh nặng. Mỗi đơn vị được chuẩn bị để bảo vệ những đơn vị kia bằng cách hỗ trợ lẫn nhau.
Cao Câu Ly thực hiện chiến lược phòng thủ chủ động dựa trên các thành thị của họ. Bên cạnh các thành thị được che chắn bằng tường thành và những tiền đồn vững chắc, hệ thống phòng thủ chủ động này sử dụng những nhóm nhỏ kỵ binh liên tục quấy rối quân địch, các đơn vị giải vây và các lượng lượng dự bị thiện chiến bao gồm những chiến binh dũng cảm nhất, tấn công mãnh liệt vào cuối trận chiến.
Cao Câu Ly cũng nuôi dưỡng lực lượng quân thám báo và dùng mưu mẹo như là một bộ phận quan trọng trong chiến lược quân sự của mình. Cao Câu Ly rất tài tình trong việc làm sai lệch thông tin, ví dụ như chỉ cống nạp các mũi giáo bằng đá cho triều đình Trung Quốc trong khi họ đã bước sang thời đại kim khí. Cao Câu Ly cũng phát triển hệ thống tình báo của mình. Một trong những điệp viên nổi tiếng nhất của Cao Câu Ly là Bạch Thạch (Paeksŏk, 백석, 白石) - được nhắc đến trong Tam quốc di sự - đã xâm nhập vào hàng ngũ Hoa Lang (花郞, 화랑, Hwarang) của Tân La.

## Văn hóa

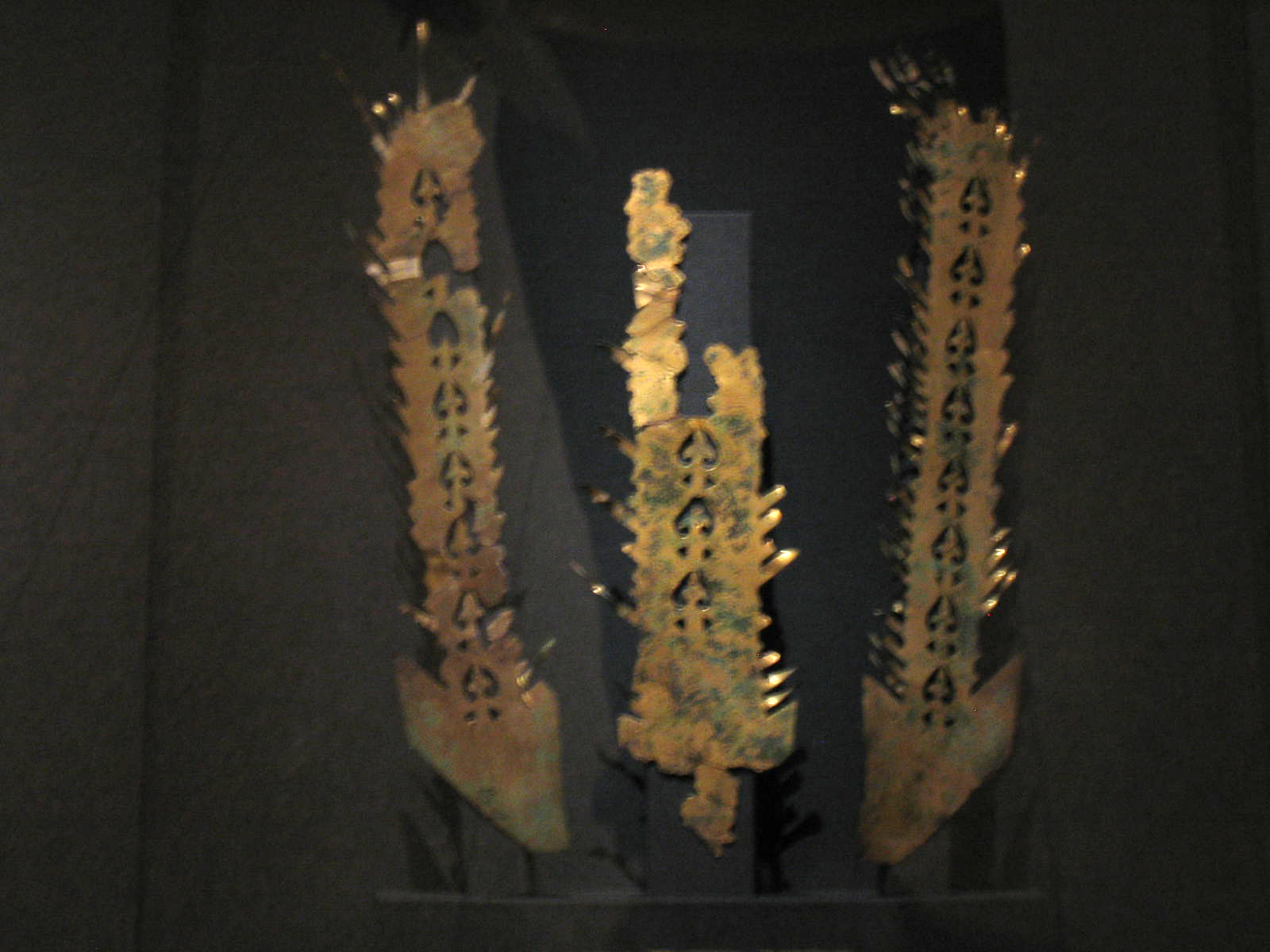
Vương miện của vua Cao Câu Ly

Văn hóa của Cao Câu Ly hình thành dựa trên cái nền khí hậu của khu vực, tôn giáo, cũng như nhịp sống căng thẳng mà người dân phải nếm trải thông qua nhiều cuộc chiến tranh mà Cao Câu Ly tham dự vào. Tuy nhiên do nhiều tài liệu lịch sử về Cao Câu Ly đã bị thất lạc, chúng ta không biết được nhiều về văn hóa của quốc gia này.

### Lối sống
Người dân Cao Câu Ly vận trang phục giống như kiểu Triều Tiên phục, trang phục truyền thống của người dân Triều Tiên ngày nay - tương tự như trang phục của các quốc gia lân cận trong thời Tam Quốc Triều Tiên. Nhiều bức tranh tường và đồ tạo tác thời kỳ này có miêu tả những vũ công mặc trang phục truyền thống của Cao Câu Ly.

### Lễ hội và giải trí

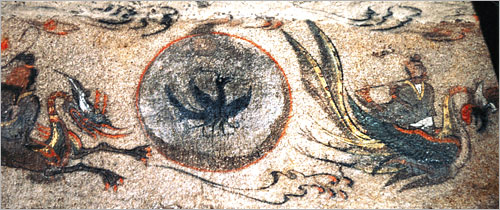
Một bức tranh tường về con chim thần ba chân Tam túc ô (三足烏, 삼족오, Samchuko) trong một lăng mộ Cao Câu Ly.

Những thú giải trí thông dụng ở Cao Câu Ly là: uống rượu, hát hò, nhảy múa. Những cuộc thi đấu ví dụ như đấu vật thu hút rất nhiều khán giả.
Cứ mỗi tháng Mười, lễ hội Đông Minh (東盟, 동맹, Tongmaeng) được tổ chức nhằm tôn vinh các vị thần. Sau buổi tế lễ là các hoạt động như vui chơi, ăn uống,... Thông thường nhà vua là người chủ trì các nghi thức cúng tế tổ tiên trong lễ hội này.
Săn bắn là một thú giải trí dành cho nam giới, nó cũng là một trong những biện pháp luyện tập quân sự dành cho thanh niên trai tráng. Những đội săn thường cưỡi ngựa và săn các loài thú như hươu, nai,... hay các con vật khác bằng cung tên. Các cuộc thi bắn cung cũng được tổ chức. Cưỡi ngựa rất thịnh hành ở Cao Câu Ly, và vì vậy quân đội Cao Câu Ly có một sức mạnh đáng nể nhờ vào đội kỵ binh hùng hậu của nó.

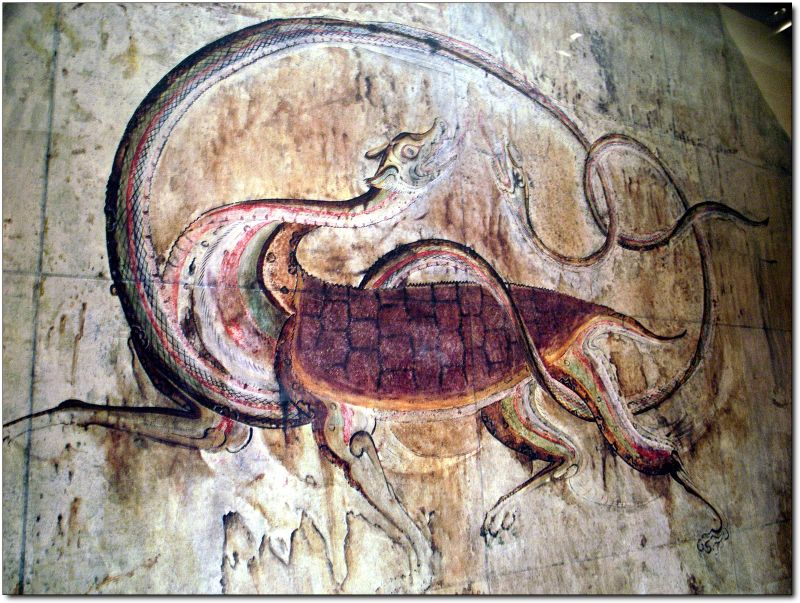
Một bức tranh tường trong lăng mộ Cao Câu Ly.

### Tôn giáo
Người Cao Câu Ly cũng có tục lệ thờ cúng ông bà tổ tiên, vong linh người chết. Đông Minh Thánh Vương Cao Chu Mông, người lập ra quốc gia Cao Câu Ly, được người dân kính trọng và thờ phụng. Những nghi lễ cúng tế tổ tiên, thần thánh và cúng tế Cao Chu Mông được thực hiện trong lễ hội Đông Minh.
Những sinh vật thần thoại cũng được người Cao Câu Ly xem là linh thiêng. Rồng và phượng được thờ cúng, và con chim thần ba chân Tam Túc Ô (三足烏, 삼족오, Samchuko) - biểu tượng của mặt trời - được xem là sinh vật mang nhiều sức mạnh hơn cả. Ta có thể tìm thấy nhiều bức vẽ về các sinh vật này trong di tích lăng mộ vương gia Cao Câu Ly.
Người Cao Câu Ly cũng tin vào "Tứ Tượng" (Sasin): Thanh Long (Ch'ŏngryong), Bạch Hổ (Paekho), Chu Tước (Chuchak), Huyền Vũ (Hyŏnmu).

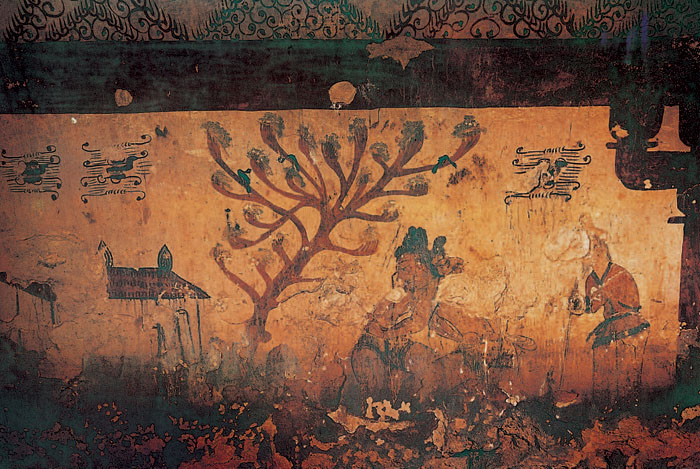
Ssireum depicted on Goguryeo mural

Đạo Phật du nhập vào Cao Câu Ly năm 372. Nó được Nhà nước Cao Câu Ly thừa nhận và việc truyền đạo được khuyến khích, vì vật rất nhiều chùa chiền, miếu mạo được xây dựng ở Cao Câu Ly. Tuy nhiên, ở Tân La và Bách Tế, nơi đạo Phật được truyền bá từ Cao Câu Ly, thì Phật giáo phát triển mạnh hơn cả nơi nó được truyền đi.

### Di sản của văn hóa Cao Câu Ly
Nghệ thuật Cao Câu Ly - được bảo tồn chủ yếu thông qua các bức tranh tường trong lăng mộ - nổi tiếng với những hình ảnh mang tính cường tráng và tràn đầy khí lực. Những bực họa chi tiết có thể được thấy trong các lăng mộ cổ của Cao Câu Ly và nhiều tác phẩm trang trí trên tường khác. Nhiều tác phẩm nghệ thuật này có phong cách rất độc đáo.
Di sản văn hóa Cao Câu Ly có thể được tìm thấy trong văn hóa Triều Tiên hiện đại, ví dụ như môn vật cổ truyền Ssirŭm (씨름) Đài quyền đạo nguyên thủy, vũ đạo Triều Tiên, hệ thống sưởi ấm ôn đột (溫突, 온돌, ondol) và Triều Tiên phục (Chosŏn-ot).(Brown 2006, tr. 18)

## Di sản
Nhiều phế tích của các thành trì, cung điện, lăng mộ Cao Câu Ly đã được phát hiện tại CHDCND Triều Tiên và Mãn Châu, bao gồm Quần thể lăng mộ Cao Câu Ly tại Bình Nhưỡng. Một số phế tích vẫn còn hiện hữu rõ rệt ở Trung Quốc, ví dụ như phế tích tại Ngũ Nữ Sơn gần thành phố Hoàn Nhân tỉnh Liêu Ninh, tọa lạc trên vùng gần biên giới với CHDCND Triều Tiên. Phế tích này được xem là vị trí của cố đô Tốt Bản. Nhiều ngôi mộ cổ của Cao Câu Ly cũng được tìm thấy ở thành phố cấp huyện Tập An, trong đó có những ngôi mộ được các học giả Trung Quốc cho là của Quảng Khai Thổ Thái Vương và Trường Thọ Vương, cùng với di vật nổi tiếng nhất của Cao Câu Ly: tấm bia Quảng Khai Thổ, một trong những nguồn tư liệu chính về lịch sử Cao Câu Ly trước thế kỷ thứ năm.

### Di sản thế giới
UNESCO tuyên bố di tích Kinh thành và lăng mộ Cao Câu Ly (tọa lạc ở Trung Quốc ngày nay) và Quần thể lăng mộ Cao Câu Ly (tọa lạc ở CHDCND Triều Tiên ngày nay) là di sản thế giới vào năm 2004.

### Tên gọi
Tên gọi "Korea" của Triều Tiên ngày nay xuất phát từ chữ Koryŏ, tức Cao Ly, tên một vương triều của Triều Tiên (918-1392), tên gọi "Cao Ly" lại bắt nguồn từ một trong những cái tên mà Cao Câu Ly sử dụng trong những văn kiện ngoại giao. Các tài liệu lịch sử và văn kiện ngoại giao của Trung Quốc và Nhật Bản sau năm 520 đều gọi Cao Câu Ly bằng từ "Cao Ly".

## Ngôn ngữ
Đã có một số nỗ lực về mặt lý thuyết để tái tạo từ vựng Cao Câu Ly dựa trên những mảnh rời rạc của nhiều địa danh, được ghi lại trong Tam quốc sử ký, của những vùng đất một thời thuộc về Cao Câu Ly. Tuy nhiên, độ tin cậy để cho những địa danh này được xem là bằng chứng về mặt ngôn ngữ vẫn còn nhiều tranh cãi. Lưu trữ ngày 26 tháng 2 năm 2009 tại Wayback Machine Một số nhà ngôn ngữ đề xuất cái gọi là họ ngôn ngữ Phù Dư bao gồm ngôn ngữ của Phù Dư, Cao Câu Ly, Bách Tế và Cổ Nhật Bản. Các ghi nhận của người Trung Quốc dẫn xuất rằng ngôn ngữ của Cao Câu Ly, Phù Dư, Đông Uế và Cổ Triều Tiên tương tự nhau trong khi ngôn ngữ Cao Câu Ly khác biệt đáng kể với ngôn ngữ Mạt Hạt (Malgal hay Mohe, 靺鞨).
Cũng như nhiều vương triều khác tại vùng Đông Á, Cao Câu Ly sử dụng chữ Hán và viết theo lối văn tự cổ. Ngôn ngữ Cao Câu Ly còn chưa được hiểu rõ ngoại trừ một số ít từ vựng mà đa số đều được cho rằng tương tự ngôn ngữ Tân La và bị ảnh hưởng bởi ngữ hệ Tungus.Những người ủng hộ ngữ hệ Altai thì phân loại ngôn ngữ Cao Câu Ly là một nhánh của ngữ hệ này. Đa số các nhà ngôn ngữ Triều Tiên đều tin rằng ngôn ngữ Cao Câu Ly gần với ngữ hệ Altai nhất bên ngoài ba nước thời Tam Quốc tiếp theo sau Cổ Triều Tiên.
Ở đây cũng có thể thấy sự giống nhau đầy ấn tượng giữa Bách Tế và Cao Câu Ly, vốn phù hợp với những truyền thuyết kể lại rằng Bách Tế được hình thành bởi các con trai của người sáng lập nhà Cao Câu Ly. Tên họ trong thư tín triều đình Cao Câu Ly gần tương tự như Bách Tế và Tân La.
Một vài từ vựng gốc của Cao Câu Ly có thể tìm thấy trong tiếng Triều Tiên cổ (trước thế kỷ thứ 10 đến cuối thế kỷ thứ 14) nhưng đa số đã bị thay thế bằng từ vựng có nguồn gốc Tân La trước đó khá lâu.